# Субботин, Владимир Сергеевич
Владимир Сергеевич Субботин (1917—1970) — старший лейтенант Рабоче-крестьянской Красной Армии, участник Великой Отечественной войны, Герой Советского Союза (1943).

## Биография
Владимир Субботин родился 27 июня 1917 года в селе Чуфарово (ныне — посёлок в Вешкаймском районе Ульяновской области). После окончания шести классов школы проживал и работал на патронном заводе в Ульяновске. В 1937 году Субботин был призван на службу в Рабоче-крестьянскую Красную Армию. В 1938 году он окончил Казанское пехотное училище. С начала Великой Отечественной войны — на её фронтах.
К сентябрю 1943 года лейтенант Владимир Субботин был старшим адъютантом батальона 957-го стрелкового полка 309-й стрелковой дивизии 40-й армии Центрального фронта. Отличился во время битвы за Днепр. 22 сентября 1943 года в бою под Переяслав-Хмельницким Субботин заменил собой выбывшего из строя командира батальона и успешно им руководил, освободив несколько населённых пунктов. В ночь с 23 на 24 сентября 1943 года батальон успешно переправился через Днепр в районе села Балыко-Щучинка Кагарлыкского района Киевской области Украинской ССР и захватил плацдарм на его западном берегу, после чего отразил ряд вражеских контратак.
Указом Президиума Верховного Совета СССР от 23 октября 1943 года лейтенант Владимир Субботин был удостоен высокого звания Героя Советского Союза с вручением ордена Ленина и медали «Золотая Звезда».
После окончания войны в звании старшего лейтенанта Субботин был уволен в запас. Проживал и работал в Ульяновске. Скончался 30 июня 1970 года, похоронен на родине.
Был также награждён рядом медалей.

## Память
- Имя Владимира Субботина нанесено на стелу «Герои-володарцы» Памятника погибшим воинам-володарцам в городе Ульяновск.
- В Ульяновске имя В. С. Субботина выбито на Обелиске Славы.
- На Аллее Славы у ДК имени 1-го Мая (Ульяновск) в 2016 году установлен памятник «Герой В. С. Субботин».

## Галерея

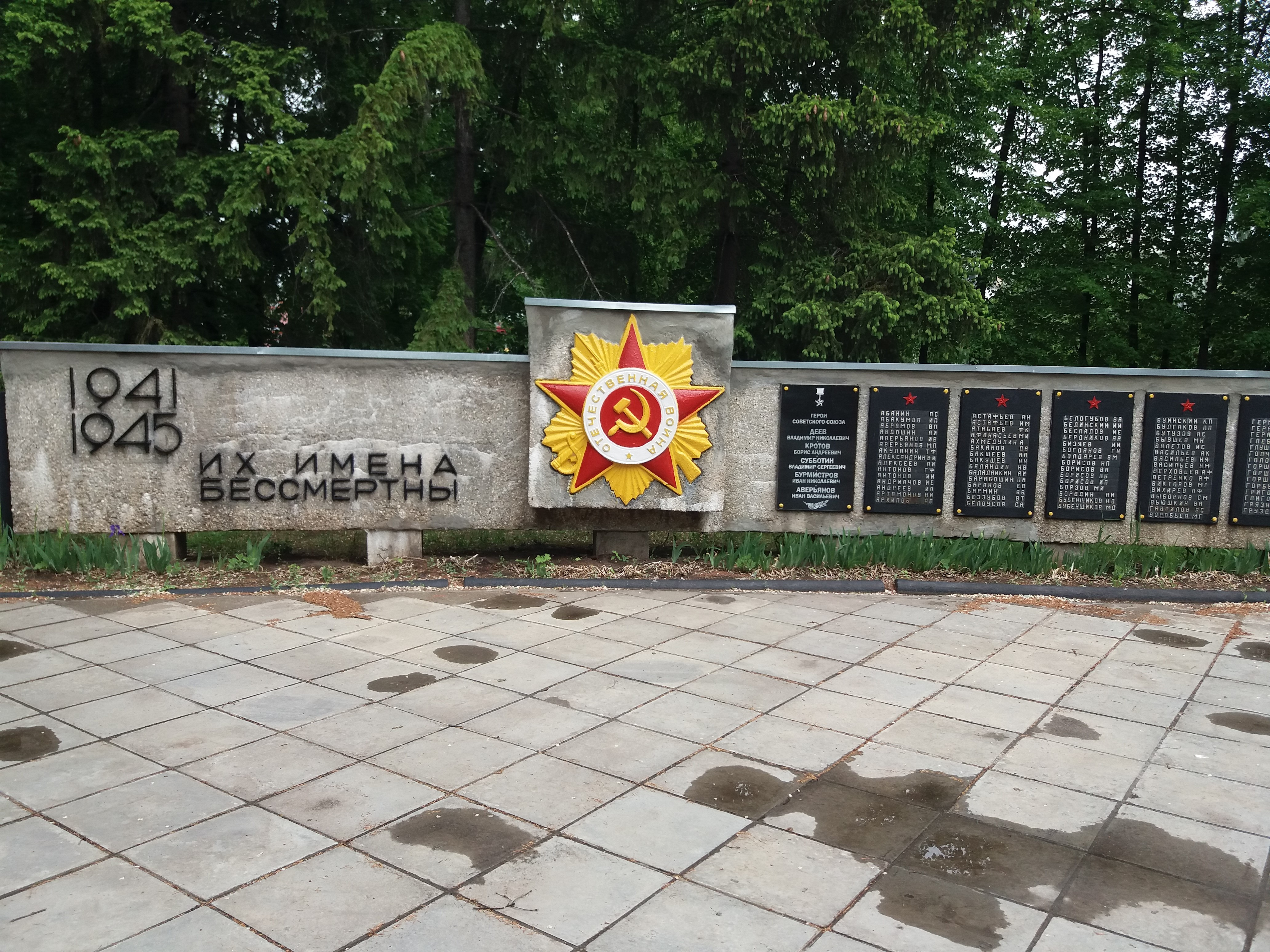
Стела "Герои-володарцы".
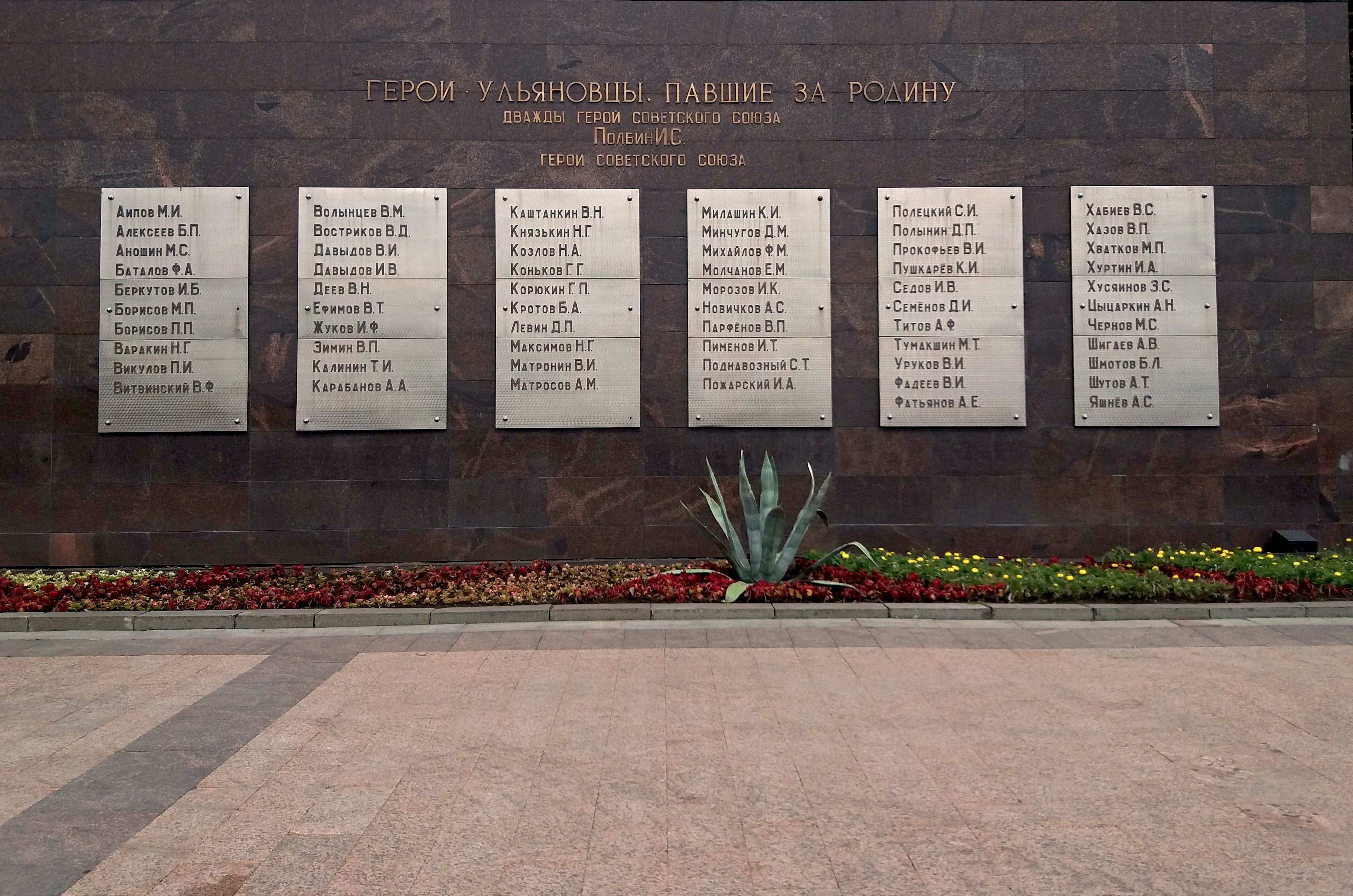
Торжественная стена (Обелиск Славы, Ульяновск).